# Hódmezővásárhely
Hódmezővásárhely (prononcé [ˈhoːdmɛzøːˈvaːʃaːɾhɛj] , littéralement « place du marché du champ aux castors ») est l'une des principales villes du comitat de Csongrád, dans le sud-est de la Hongrie.

## Géographie
Hódmezővásárhely se trouve à 24 km au nord-est de Szeged et à 156 km au sud-est de Budapest.

## Population
Recensements ou estimations de la population :
| 1870   | 1880   | 1890   | 1900   | 1910   |
| ------ | ------ | ------ | ------ | ------ |
| 41 428 | 44 174 | 46 684 | 51 337 | 52 509 |

| 1920   | 1930   | 1941   | 1949   | 1960   |
| ------ | ------ | ------ | ------ | ------ |
| 51 509 | 51 176 | 51 865 | 49 417 | 53 605 |

| 1970   | 1980   | 1990   | 2001   | 2011   |
| ------ | ------ | ------ | ------ | ------ |
| 52 644 | 54 486 | 51 180 | 48 909 | 47 019 |

| 2019   | 2023   | - | - | - |
| ------ | ------ | - | - | - |
| 43 311 | 41 944 | - | - | - |

## Politique
La ville était dirigée par la droite depuis 1990. Réputée « citadelle du Fidesz » et bastion de János Lázár, Hódmezővásárhely élit le 26 février 2018 un maire indépendant - Péter Márki-Zay -, soutenu par l'ensemble des partis d'opposition de Hongrie, de la gauche à l'extrême-droite.

## Religion
Les religions présentes sont le catholicisme, le calvinisme et le judaïsme. Chaque religion a son lieu de culte.

## Éducation
Le système scolaire hongrois est différent par rapport au système scolaire français.
À Hódmezővásárhely, il y a 7 écoles élémentaires, 6 écoles et 2 universités.

## Culture
Hódmezővásárhely possède quatre musées et une magnifique rue de promenade. La place principale est fleurie et abrite l'hôtel de ville. À côté se situe la plus grande salle de bal en Moyenne Europe.
La broderie et la poterie sont deux arts traditionnels.

## Économie
Hódmezővásárhely est située dans une région agricole caractérisée par la culture du maïs et l'élevage porcin.
L'industrie est dominée par cinq établissements : une usine de céramique, deux usines agroalimentaires, une usine de balances et une usine de sanitaires.

## Transports
La ville possède un réseau de transport urbain (autobus). Elle est reliée par autocars à Budapest et aux principales villes de la région et par chemin de fer à Szeged.

## Personnalités
- Mónus Áron, essayiste hongrois ;
- József Gyuricza (1934)-(2020), escrimeur et maître d'armes hongrois ;
- János Harmatta (1917-2004), linguiste indo-européaniste, né à Hódmezővásárhely ;
- János Lázár (1975)-, homme politique et ancien bourgmestre ;
- Péter Márki-Zay (1972)-, homme politique, économiste et bourgmestre actuel de la ville.

## Jumelages
La ville de Hódmezővásárhely est jumelée avec :
| Ville | Ville                     | Pays | Pays      | Période     |
| ----- | ------------------------- | ---- | --------- | ----------- |
|       | Arad                      |      | Roumanie  |             |
|       | Baia Mare,                |      | Roumanie  | depuis 2001 |
|       | Baja                      |      | Hongrie   |             |
|       | Brețcu                    |      | Roumanie  |             |
|       | Bruckneudorf              |      | Autriche  |             |
|       | Conseil régional de Tamar |      | Israël    |             |
|       | Debeljača                 |      | Serbie    |             |
|       | Haarlemmermeer            |      | Pays-Bas  |             |
|       | Hechingen                 |      | Allemagne |             |
|       | Kelmė                     |      | Lituanie  |             |
|       | Kelmė                     |      | Lituanie  |             |
|       | Kiskunhalas               |      | Hongrie   |             |
|       | Limanowa                  |      | Pologne   |             |
|       | Senta                     |      | Serbie    |             |
|       | Sokobanja                 |      | Serbie    |             |
|       | Solotvino                 |      | Ukraine   |             |
|       | Turda                     |      | Roumanie  |             |
|       | Ulm                       |      | Allemagne |             |
|       | Vallauris                 |      | France    |             |
|       | Vidine,                   |      | Bulgarie  |             |
|       | Zgierz                    |      | Pologne   |             |